# Megastomatohyla mixomaculata
Megastomatohyla mixomaculata är en groddjursart som först beskrevs av Taylor 1950.  Megastomatohyla mixomaculata ingår i släktet Megastomatohyla och familjen lövgrodor. IUCN kategoriserar arten globalt som starkt hotad. Inga underarter finns listade i Catalogue of Life.